# Elkie Brooks
Elaine Bookbinder (Broughton, 25 februari 1945), beter bekend als Elkie Brooks, is een Britse zangeres. Ze begon haar carrière als zangeres van de band Vinegar Joe, maar ging later solo. Ze is internationaal vooral bekend van het nummer No More the Fool, en in Nederland van het nummer Pearl's a Singer.
Brooks is beschermvrouwe van de organisatie International Animal Rescue.

## Biografie
Brooks werd geboren als dochter van een Joodse vader en katholieke moeder. Ze groeide op in Prestwich en ging hier naar de North Salford Secondary Modern School.
Volgens Brooks was haar onofficiële debuut als zangeres een optreden in een club genaamd de "Laronde" in Cheetham Hill Road, Manchester. Ze was toen 13 jaar oud. Op haar 15e maakte ze haar officiële debuut met een cover van Etta James' Something's Got A Hold On Me, uitgebracht door Decca. Gedurende de jaren 60 trad ze vooral op in cabaretvoorstellingen. Tevens werkte ze mee met The Beatles aan hun kerstshow in Londen. Ze werd ook uitgezonden als vertegenwoordiger van haar land naar het Knokkemuziekfestival.
Nadat Brooks Pete Gage leerde kennen, richtte ze samen met hem en Robert Palmer eerst Dada op, om de band later om te dopen in Vinegar Joe. Bij deze band verkreeg Brooks al snel bekendheid door haar wilde optredens op het podium. Na drie albums te hebben uitgebracht, ging de band in 1974 uit elkaar, waarna zowel Brooks als Palmer aan een solocarrière begonnen. Brooks' eerste solo-album was Rich Man's Woman (1975). Dit album kreeg veel kritiek vanwege de voorplaat, die als erg gewaagd werd gezien.
Gedurende 25 jaar maakte Brooks 16 albums, die allemaal een succes werden in het Verenigd Koninkrijk. De reeks begon met Two Days Away, geproduceerd door het duo Leiber & Stoller. Dit album bracht de hits Pearl's a Singer en Sunshine After the Rain voort. Brooks’ album Pearls uit 1981 werd destijds het bestverkochte album van een Britse vrouwelijke artiest ooit. In 1986 scoorde Brooks haar grootste hit met No More the Fool.
In 1978 trouwde Brooks met Trevor Jordan, die sinds 1977 haar vaste geluidstechnicus is. Samen kregen ze twee zonen.
In maart 2003 nam Brooks deel aan de muziektalentenjacht Reborn in the USA van ITV, samen met Peter Cox (Go West-zanger), Tony Hadley en Lee John. Met haar album Electric Lady uit 2005 keerde ze terug naar de blues en rockmuziek uit haar vroege carrière.
Brooks heeft in haar carrière in elk groot Brits theater opgetreden, waaronder de London Palladium, Dominion Theatre, Hammersmith Apollo, Ronnie Scott's, Royal Albert Hall en Wembley Arena.
In 2017 en 2018 trad ze nog steeds op. Haar UK tour 2017 sloot ze eind februari 2018 af in de Philharmonic Hall in Liverpool.

## Discografie

### Albums
| Album met eventuele hitnotering(en) in de Nederlandse Album Top 100 | Datum van verschijnen | Datum van binnenkomst | Hoogste positie | Aantal weken | Opmerkingen            |
| ------------------------------------------------------------------- | --------------------- | --------------------- | --------------- | ------------ | ---------------------- |
| Rich man's woman                                                    | 1975                  | -                     |                 |              |                        |
| Two days away                                                       | 1977                  | 06-08-1977            | 33              | 6            |                        |
| Shooting star                                                       | 1978                  | -                     |                 |              |                        |
| Live and learn                                                      | 1979                  | -                     |                 |              |                        |
| Pearls                                                              | 1981                  | -                     |                 |              |                        |
| Pearls II                                                           | 1982                  | -                     |                 |              |                        |
| Minutes                                                             | 1984                  | -                     |                 |              |                        |
| Screen gems                                                         | 1984                  | -                     |                 |              |                        |
| No more the fool                                                    | 1986                  | -                     |                 |              |                        |
| The very best of Elkie Brooks                                       | 1986                  | -                     |                 |              | Verzamelalbum          |
| Bookbinder's kid                                                    | 1988                  | -                     |                 |              |                        |
| Inspiration                                                         | 1989                  | -                     |                 |              |                        |
| Pearls III (Close to the edge)                                      | 1991                  | -                     |                 |              |                        |
| Round midnight                                                      | 1993                  | -                     |                 |              |                        |
| The last teardrop                                                   | 1993                  | -                     |                 |              | Verzamelalbum          |
| Nothin' but the blues                                               | 1994                  | -                     |                 |              |                        |
| Circles                                                             | 1995                  | -                     |                 |              |                        |
| Amazing                                                             | 1996                  | -                     |                 |              |                        |
| The pearls concert                                                  | 1997                  | -                     |                 |              | Livealbum              |
| The very best of Elkie Brooks                                       | 1997                  | -                     |                 |              | Verzamelalbum          |
| Live at the Palladium                                               | 2000                  | -                     |                 |              | Livealbum              |
| Live 2000                                                           | 2000                  | -                     |                 |              | Livealbum              |
| Shangri-la                                                          | 2003                  | -                     |                 |              |                        |
| Trouble in mind                                                     | 2003                  | -                     |                 |              | met Humphrey Lyttelton |
| Electric lady                                                       | 2005                  | -                     |                 |              |                        |
| Don't cry out loud                                                  | 2005                  | -                     |                 |              | Livealbum              |
| Live with friends                                                   | 2007                  | -                     |                 |              | Livealbum              |
| Powerless                                                           | 2010                  | -                     |                 |              |                        |

### Singles
| Single met eventuele hitnotering(en) in de Nederlandse Top 40 | Datum van verschijnen | Datum van binnenkomst | Hoogste positie | Aantal weken | Opmerkingen                 |
| ------------------------------------------------------------- | --------------------- | --------------------- | --------------- | ------------ | --------------------------- |
| Something's got a hold on me                                  | 1964                  | -                     |                 |              |                             |
| Nothing left to do but cry                                    | 1964                  | -                     |                 |              |                             |
| The way you do the things you do                              | 1965                  | -                     |                 |              |                             |
| He's gotta love me                                            | 1965                  | -                     |                 |              |                             |
| All of my life                                                | 1965                  | -                     |                 |              |                             |
| Baby let me love you                                          | 1966                  | -                     |                 |              |                             |
| Come september                                                | 1969                  | -                     |                 |              |                             |
| Rescue me                                                     | 1974                  | -                     |                 |              |                             |
| Where do we go from here                                      | 1975                  | -                     |                 |              |                             |
| He's a rebel                                                  | 1975                  | -                     |                 |              |                             |
| Pearl's a singer                                              | 1977                  | 18-06-1977            | 12              | 10           | nr. 11 in de Single Top 100 |
| Saved                                                         | 1977                  | -                     |                 |              |                             |
| Sunshine after the rain                                       | 1977                  | -                     |                 |              |                             |
| Do right woman, do right man                                  | 1977                  | -                     |                 |              |                             |
| Lilac wine                                                    | 1978                  | 06-05-1978            | 33              | 5            | nr. 50 in de Single Top 100 |
| Only love can break your heart                                | 1978                  | -                     |                 |              |                             |
| Since you went away                                           | 1978                  | -                     |                 |              |                             |
| Stay with me                                                  | 1978                  | -                     |                 |              |                             |
| Don't cry out loud                                            | 1978                  | 23-12-1978            | tip17           | -            |                             |
| The runaway                                                   | 1979                  | -                     |                 |              |                             |
| He could have been an army                                    | 1979                  | -                     |                 |              |                             |
| Falling star                                                  | 1979                  | -                     |                 |              |                             |
| Why don't you say it                                          | 1980                  | -                     |                 |              |                             |
| Paint your pretty picture                                     | 1980                  | -                     |                 |              |                             |
| Dance away                                                    | 1980                  | -                     |                 |              |                             |
| Warm and tender love                                          | 1981                  | -                     |                 |              |                             |
| Fool (If you think it's over)                                 | 1981                  | -                     |                 |              |                             |
| Our love                                                      | 1982                  | -                     |                 |              |                             |
| Nights in white satin                                         | 1982                  | -                     |                 |              |                             |
| Will you write me a song                                      | 1982                  | -                     |                 |              |                             |
| Gasoline alley                                                | 1983                  | -                     |                 |              |                             |
| I just can't go on                                            | 1983                  | -                     |                 |              |                             |
| Minutes                                                       | 1984                  | -                     |                 |              |                             |
| Driftin'                                                      | 1984                  | -                     |                 |              |                             |
| Once in a while                                               | 1984                  | -                     |                 |              |                             |
| No more the fool                                              | 1986                  | -                     |                 |              |                             |
| Break the chain                                               | 1987                  | -                     |                 |              |                             |
| We've got tonight                                             | 1987                  | -                     |                 |              |                             |
| Sail on                                                       | 1988                  | -                     |                 |              |                             |
| Shame                                                         | 1989                  | -                     |                 |              |                             |
| You're the inspiration                                        | 1989                  | -                     |                 |              |                             |
| I'll never love this way again                                | 1990                  | -                     |                 |              |                             |
| For the world                                                 | 1990                  | -                     |                 |              |                             |
| The last teardrop                                             | 1991                  | -                     |                 |              |                             |
| One of a kind                                                 | 1991                  | -                     |                 |              |                             |
| Too much to lose                                              | 1999                  | -                     |                 |              |                             |
| Out of the rain                                               | 2005                  | -                     |                 |              |                             |
| Powerless                                                     | 2010                  | -                     |                 |              |                             |

### NPO Radio 2 Top 2000
| Nummer met noteringen in de NPO Radio 2 Top 2000 | '99  | '00  | '01  | '02  | '03  | '04  | '05  | '06  | '07  | '08  | '09 | '10  |
| ------------------------------------------------ | ---- | ---- | ---- | ---- | ---- | ---- | ---- | ---- | ---- | ---- | --- | ---- |
| Pearl's a Singer                                 | 1284 | 1455 | 1365 | 1436 | 1378 | 1375 | 1400 | 1563 | 1325 | 1406 | -   | 1463 |

1. ↑  Een '-' betekent dat het nummer niet was genoteerd en een vetgedrukt getal geeft de hoogste notering aan.
2. ↑  Deze tabel is bijgewerkt tot en met de laatste editie (2024).